# Путраш Юрій Володимирович
Ю́рій Володи́мирович Пу́траш (нар. 29 січня 1990, смт Міжгір'я, Закарпатська область, Українська РСР, СРСР) — український футболіст, захисник.
Виступав за: «Закарпаття-2» Ужгород, «Металург-2» Донецьк, «Нива» Тернопіль, «Таврія» Сімферополь.

## Життєпис

### Клубна кар'єра

#### Перші роки
Юрій Володимирович Путраш народився 29 січня 1990 року в українському селищі Міжгір'я, Закарпатської області. Юнацьку кар'єру Путраш розпочав в ужгородській спортивній дитячо-юнацькій школі олімпійського резерву. У Дитячо-юнацькій футбольній лізі України Юрій Путраш виступав з 2003 року по 2007 рік у складі ужгородської СДЮШОР та ДЮСШ-1 і він провів 77 матчів, де забив п'ять м'ячів. Свій останній матч у дитячій футбольній лізі хлопець відіграв 16 червня 2006 року проти дитячої команди футбольного клубу «Буковина» з міста Чернівці, який «жовто-чорні» виграли з рахунком 1:0. Також Юрій виступав в аматорській команді «Верховина» з рідного селища, а також у молодіжних складах футбольних клубів «Закарпаття» з Ужгорода та «Металург» з міста Донецьк.
У 2008—2009 роках виступав у складі українського футбольного клубу «Нива» з міста Тернопіль, у 2010—2011 роках грав у складі київської «Оболоні», а у 2011—2014 роках захищав кольори сімферопольської «Таврії», яку був вимушений покинути через окупацію Росією Автономної республіки Крим.
23 липня 2014 року 24-річний захисник підписав трирічний контракт з іншим українським футбольним клубом — «Чорноморець» з міста Одеса і обрав собі номер 4 у команді. У червні 2015 року залишив одеський клуб у зв'язку з закінченням дії контракту.
У липні 2015 року став гравцем донецького «Металурга», але того ж місяця «Металург» оголосив себе банкрутом і вакантне місце в Прем'єр-лізі України посіла дніпродзержинська «Сталь». Куди і перейшов Юрій Путраш, взявши собі 44 номер. У складі нової команди дебютував у грі першого туру чемпіонату України 2015/16 проти київського «Динамо». Путраш відіграв у першому таймі, після чого поступився місцем на полі Антону Котляру. «Сталь» в підсумку програла з рахунком (1:2).
Наприкінці січня 2016 року стало відомо, що Юрій гратиме за «Олександрію».
3 вересня 2018 року став гравцем «Львова», підписавши контракт до кінця сезону 2018/19. У грудні того ж року залишив клуб.

#### Статистика виступів
| «Чорноморець» О | ПЛ                | 14-15             | 6   | 0 | ? | 2 | 0 | ? | ПД | 3  | 0 | ? | 11  | 0 | ? |
| «Чорноморець» О | Всього            | Всього            | 1   | 0 | 0 | 0 | 0 | 0 |    | —  | — | — | 1   | 0 | 0 |
| «Таврія» С | ПЛ                | 13-14             | 12  | 0 | 0 | 0 | 0 | 0 | ПД | 1  | 0 | ? | 13  | 0 | ? |
| «Таврія» С | ПЛ                | 12-13             | 25  | 1 | 1 | 2 | 0 | 0 | ПД | 1  | 0 | ? | 28  | 1 | 1 |
| «Таврія» С | ПЛ                | 11-12             | 17  | 0 | 0 | 1 | 0 | 0 | МП | 3  | 0 | ? | 21  | 0 | ? |
| «Таврія» С | Всього            | Всього            | 54  | 1 | 1 | 3 | 0 | 0 |    | 5  | 0 | ? | 62  | 1 | 1 |
| «Оболонь» | ПЛ                | 11-12             | 7   | 0 | 0 | 0 | 0 | 0 | —  | —  | — | — | 7   | 0 | 0 |
| «Оболонь» | ПЛ                | 10-11             | 6   | 0 | 0 | 1 | 0 | 0 | ПД | 21 | 1 | ? | 27  | 1 | ? |
| «Оболонь» | ПЛ                | 09-10             | 3   | 0 | 0 | 0 | 0 | 0 | ПД | 10 | 0 | ? | 13  | 0 | ? |
| «Оболонь» | Всього            | Всього            | 16  | 0 | 0 | 1 | 0 | 0 |    | 31 | 1 | ? | 48  | 1 | ? |
| «Нива» Т | 1Л                | 09-10             | 16  | 0 | 0 | 1 | 0 | 0 | —  | —  | — | — | 17  | 0 | 0 |
| «Нива» Т | 2Л                | 08-09             | 25  | 1 | ? | 1 | 0 | 0 | —  | —  | — | — | 26  | 1 | ? |
| «Нива» Т | Всього            | Всього            | 41  | 1 | ? | 2 | 0 | 0 |    | —  | — | — | 43  | 1 | ? |
| «Металург» Д | ВЛ                | 07-08             | 0   | 0 | 0 | 0 | 0 | 0 | ПД | 13 | 0 | ? | 13  | 0 | ? |
| «Металург» Д | Всього            | Всього            | 0   | 0 | 0 | 0 | 0 | 0 |    | 13 | 0 | ? | 13  | 0 | ? |
| «Закарпаття» | ВЛ                | 05-06             | 0   | 0 | 0 | 0 | 0 | 0 | ПД | 7  | 0 | ? | 7   | 0 | ? |
| «Закарпаття» | Всього            | Всього            | 0   | 0 | 0 | 0 | 0 | 0 |    | 7  | 0 | ? | 7   | 0 | ? |
| Всього за кар'єру | Всього за кар'єру | Всього за кар'єру | 112 | 2 | 1 | 6 | 0 | 0 |    | 56 | 0 | ? | 174 | 2 | 1 |
| ВЛ — вища ліга; ПД — першість дублерів; 2Л — друга ліга; 1Л — перша ліга; ПЛ — Прем'єр-ліга; МП — молодіжна першість. |                   |                   |     |   |   |   |   |   |    |    |   |   |     |   |   |
| Останнє оновлення 27 липня 2014                                                                                       |                   |                   |     |   |   |   |   |   |    |    |   |   |     |   |   |

## Титули та досягнення
«Нива» Тернопіль:
- Золотий призер другої ліги чемпіонату України (1): 2008–2009.